# Héctor Báez Batista
Héctor Báez Batista (Vecindario, Santa Lucía de Tirajana, Gran Canaria, España, 27 de mayo de 1991) es un árbitro de baloncesto español. Ascendió a la Liga ACB en 2021 y formó parte del cuadro arbitral de las temporadas 2021-22 y 2022-23 (dorsal 81). En 2024 regresó al Grupo 1 de la Federación Española de Baloncesto y, en noviembre de ese año, fue nombrado Director Técnico Arbitral de la Federación Canaria de Baloncesto.

## Trayectoria
Inició su carrera arbitral en 2013, tras una etapa como jugador. En 2016 ascendió a Liga EBA (Grupo 2 FEB) y en 2018 al Grupo 1 FEB, debutando en competiciones como LEB Oro y Liga Femenina. En 2021 fue confirmado como nuevo colegiado ACB para la temporada 2021-22.
Ha sido designado para la Copa de la Reina tanto en 2021 (Valencia) como en 2024 (Huelva).

## Temporadas
| Categoría       | País/Región | Años            |
| --------------- | ----------- | --------------- |
| Categorías base | Canarias    | 2013–2016       |
| FEB (Grupo 2)   | España      | 2016–2018       |
| FEB (Grupo 1)   | España      | 2018–2021       |
| Liga ACB        | España      | 2021–2023       |
| FEB (Grupo 1)   | España      | 2024–Actualidad |